# Гінці Нептуна
«Гінці Нептуна» (рос. Гонцы Нептуна) — пригодницька науково-фантастична повість українських радянських письменників Юрія Алікова та Володимира Капустяна, вперше надрукована 1979 року українською мовою в твердій обкладинці видавництвом «Веселка». Тираж книги — 65000 примірників. Обкладинку та ілюстрації до роману виконав Олексій Дмитрович Базилевич. 
У 1979 році І. Дячко переклав рукопис з російської мови українською.

## Сюжет
Ученого-біолога Сергія Черненка закинули в Латинську Америку під час Другої світової війни вивідувати таємниці, але його викрили. Зрештою, Сергій опинився на безлюдному острові й подружився з дельфіном, який врятував йому життя. Тридцять років потому працює в лабораторії та намагається зрозуміти, як дельфіни розмовляють між собою. Зрештою, вчений досягає успіху.

## Екранізація
- «Люди і дельфіни» (1983, т/ф, 4 с, реж. В. Хмельницький)